# Sebastes aleutianus
Espèce
Sebastes aleutianus est une espèce de poissons osseux de la famille des Scorpaenidés.
Il fait partie des espèces caractérisées par leur sénescence négligeable. Il peut vivre jusqu'à 205 ans environ, âge enregistré pour un spécimen du sud de l’Alaska. 